# Episodi di Scatola nera (seconda stagione)
La seconda stagione della serie televisiva Scatola nera, composta da 8 episodi, è stata pubblicata sulla piattaforma Amazon Prime Video il 7 dicembre 2020.
| nº | Titolo    | Pubblicazione   |
| -- | --------- | --------------- |
| 1  | Matilde   | 7 dicembre 2020 |
| 2  | Marta     | 7 dicembre 2020 |
| 3  | Antonio   | 7 dicembre 2020 |
| 4  | Enzo      | 7 dicembre 2020 |
| 5  | Luca      | 7 dicembre 2020 |
| 6  | Tobia     | 7 dicembre 2020 |
| 7  | Valentina | 7 dicembre 2020 |
| 8  | Chiara    | 7 dicembre 2020 |